# Miles Mercury
Il Miles M.28 Mercury era un monomotore da addestramento e collegamento ad ala bassa sviluppato dall'azienda britannica Phillips & Powis nei primi anni quaranta.
Caratterizzato dalla costruzione interamente lignea e dall'impennaggio bideriva venne realizzato in piccola serie, impiegato dalla Royal Air Force (RAF), l'aeronautica militare britannica, durante la Seconda guerra mondiale e dopo il termine del conflitto venduto sul mercato dell'aviazione generale.

## Storia del progetto
Nei tardi anni trenta il progettista Ray Bournon aveva pianificato di sviluppare un nuovo modello che potesse sostituire, nella propria gamma di velivoli destinati al mercato dell'aviazione generale, il Whitney Straight ed il Monarch, ma lo scoppio della Seconda guerra mondiale costrinse Bournon ad accantonare il progetto.
Nel 1941 tuttavia, a seguito di una specifica emessa dal governo britannico per la fornitura di un velivolo adatto sia alla formazione dei piloti che al trasporto di personale militare, il progetto venne ripreso. Bournon riprese l'impostazione generale che caratterizzava i suoi precedenti disegni, con struttura interamente lignea, introducendo comunque di sua iniziativa alcune raffinatezze tecnologiche inusuali per il ruolo al quale era destinato, tra le quali l'adozione di un carrello d'atterraggio retrattile e la presenza di ipersostentatori sul bordo di uscita alare. Il modello, al quale venne assegnata la designazione M.28 Mercury, in configurazione quadriposto da collegamento offriva la possibilità di trasportare tre passeggeri in una cabina di pilotaggio chiusa con un'autonomia massima di 800 km (500 mi).
Il prototipo, volò per la prima volta l'11 luglio 1941, dimostrò durante le prove di volo di essere di facile pilotaggio, dotato di elevata sensibilità ai comandi e di arrestarsi in breve spazio dopo l'atterraggio.
Benché le caratteristiche risultassero idonee per la produzione in serie la priorità destinata ad altri modelli da combattimento costruiti su licenza, necessaria a garantire la fornitura di un adeguato numero di velivoli per esigenze belliche, influirono pesantemente sulla costruzione del Mercury attestando la quantità di esemplari prodotti a sole sei unità, l'ultimo dei quali portato in volo all'inizio del 1946.
Al termine del conflitto gli esemplari surplus vennero ceduti ai privati, venduti sul mercato dell'aviazione generale ed utilizzati in Regno Unito, Germania, Svizzera ed Australia.

## Versioni

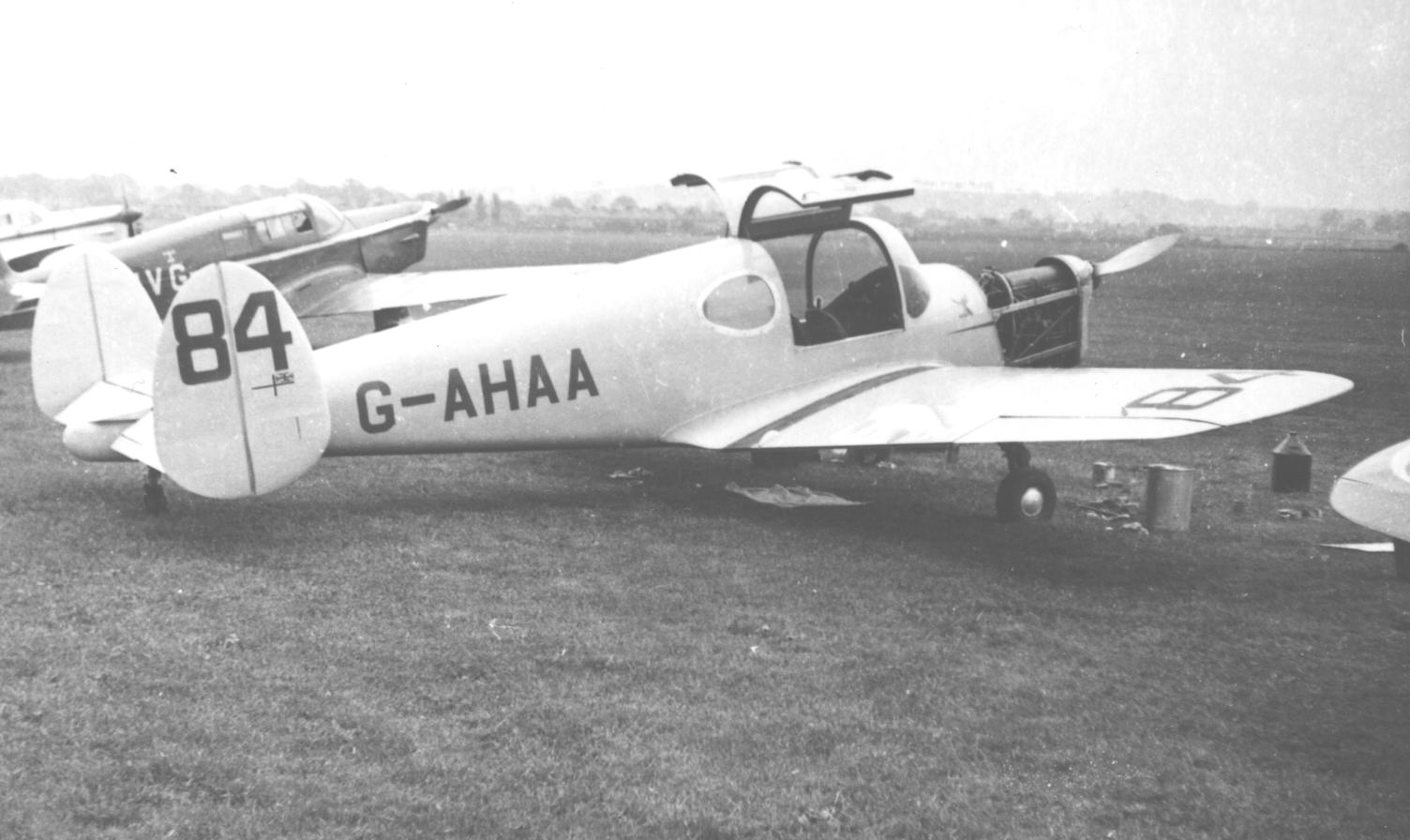
Il Miles M.28 Mercury 6 marche G-AHAA fotografato all'Aeroporto di Pendeford-Wolverhampton nel maggio 1951. Visibile chiaramente l'impennaggio con i due elementi verticali.

- No.1 - equipaggiato con un motore de Havilland Gipsy Major I da 130 hp (97 kW).
- No.2 - equipaggiato con un motore de Havilland Gipsy Major IIA da 140 hp (100 kW) (in seguito da un Blackburn Cirrus Major III da 150 hp (110 kW)).
- No.3 - equipaggiato con un motore de Havilland Gipsy Major IIA da 145 hp (108 kW).
- i successivi equipaggiati con un motore Blackburn Cirrus Major III da 150 hp (112 kW).

## Utilizzatori

### Militari
Regno Unito
- Royal Air Force